# Nothing But You
«Nothing But You» (рус. «Ничего, кроме тебя») — это сингл немецкого диджея Пола ван Дайка и группы Hemstock & Jennings — Nothing But You это переделанная песня группы 2002 года «Arctic». Ремикс The Cirrus появился в саундтреке игр EA Games' Need for Speed: Underground 2 и FIFA Football 2004. Песня также появилась в игре DJ Hero, смиксованая вместе с композицией Сэнди Ривьеры «I Can’t Stop (David Penn Remix)». Она достигла #14 в UK Singles Chart и #6 в U.S. Hot Dance Club Play.
Песня поётся на норвежском, а её текст: «Jeg har ingenting, men jeg har alt når jeg har deg» можно перевести как «Я не имею ничего, но я имею всё, когда у меня есть ты.»

## Список композиций

### CD1
1. «Nothing But You» (UK Radio Edit) 3:19
2. «Nothing But You» (Vandit Club Mix) 7:17
3. «La Fiesta De La Canicas» [Multimedia Bonus Track] 6:55
4. «Nothing But You» [Quicktime Video]

### CD2
1. «Nothing But You» (Paul van Dyk Club Mix) 7:04
2. «Nothing But You» (Faithless Remix) 7:34
3. «Nothing But You» (Cirrus Mix) 5:18

### 12" Promo
1. «Nothing But You» (PVD Club Mix) [A]
2. «Nothing But You» (Vandit Club Mix) [B]

### Другие ремиксы
1. «Nothing But You» (Berlin Remix) 5:03
2. «Nothing But You» (Super8 & Tab Remix) 9:29
3. «Nothing But You» (Tomekk Mix) 8:13

## Чарты
| Чарт(2003)                         | Пик |
| ---------------------------------- | --- |
| Eurochart Hot 100 Singles          | 44  |
| Голландия                          | 3   |
| Германия                           | 11  |
| Ирландия                           | 34  |
| UK Singles Chart                   | 14  |
| U.S. Billboard Hot Dance Club Play | 6   |